# Daimler Ferret
La Daimer Ferret armoured car o anche Ferret scout car, è un'autoblindo ruotata britannica progettata come veicolo da ricognizione e realizzata tra il 1952 e il 1971 dalla britannica Daimler Motor Company. Venne largamente adottata, oltre che dai reggimenti del British Army, dal RAF Regiment e da diversi Paesi del Commonwealth.

## Storia
Il Ferret venne sviluppato nel 1949 in risposta ad un requisito del British Army del 1947 per sostituire le light reconnaissance cars ("autovetture leggere da ricognizione") risalenti alla seconda guerra mondiale, in particolare la Daimler Dingo.
Grazie all'esperienza acquisita con la Dingo (6.626 esemplari prodotti), la Daimler si aggiudicò il contratto nell'ottobre 1948 e a giugno del 1950 consegnò il primo prototipo designato ufficialmente Car, Scout, 4x4, Liaison (Ferret) Mark 1.
La FV701(C) era solo una delle versioni del mezzo, ma era quella più rappresentativa delle scout car originali Daimler ed era il modello base di Ferret. Il mezzo condivideva alcune caratteristiche progettuali con la Dingo, in particolare la trasmissione ad H, con differenziale centrale e alberi di trasmissione paralleli per ridurre l'altezza da terra (paragonabile a quella di un mezzo cingolato e quindi la sagoma del mezzo.
Come sulla Dingo, le sospensioni sono costituite da coppie di bracci trasversali e molle elicoidali singole e le ruote sono azionate da giunti omocinetici Tracta, ma sul Ferret furono introdotti ingranaggi epicicloidali che riducevano i carichi di coppia della trasmissione, necessari con il più potente motore a benzina Rolls-Royce B60, 6 cilindri. Il riduttore, tramite un giunto idraulico, era accoppiato a un cambio epicicloidale con preselettore a cinque marcie, tutte reversibili. La prima versione del motore erogava 116 hp a 3.300 rpm, l'ultima 129 hp a 3.750 rpm.
Il miglior rapporto peso-potenza, unito a un interasse di 2,29 più lungo dei 1,98 m della Dingo e a pneumatici più grandi 9.00 x 16 run-flat, migliorarono sia la velocità che la mobilità fuoristrada.
Rispetto a Daimler Dingo e Ford Lynx, la Ferret era caratterizzata da un vano di combattimento più ampio, direttamente installato sul telaio (caratteristicha che la rendeva più rumorosa della Dingo).
La corazzatura, costituita da piastre ina acciaio spesse da 6 a 16 mm, garantiva una protezione contro le schegge di granata da tutti i settori, eccetto che da quello superiore, visto che la versione base era a cielo aperto e disarmata, eccetto che per sei lanciagranate fumogene sulla parte anteriore dello scafo, sopra le ruote anteriori (caratteristica conservata su tutte le versioni e i modelli). La Ferret tuttavia generalmente era armata con una mitragliatrice leggera Bren calibro .303 British o una ad uso generale Browning M1919 7,62 × 51 mm NATO su affusto a candeliere per scopi difensivi, oltre all'armamento individuale dell'equipaggio.

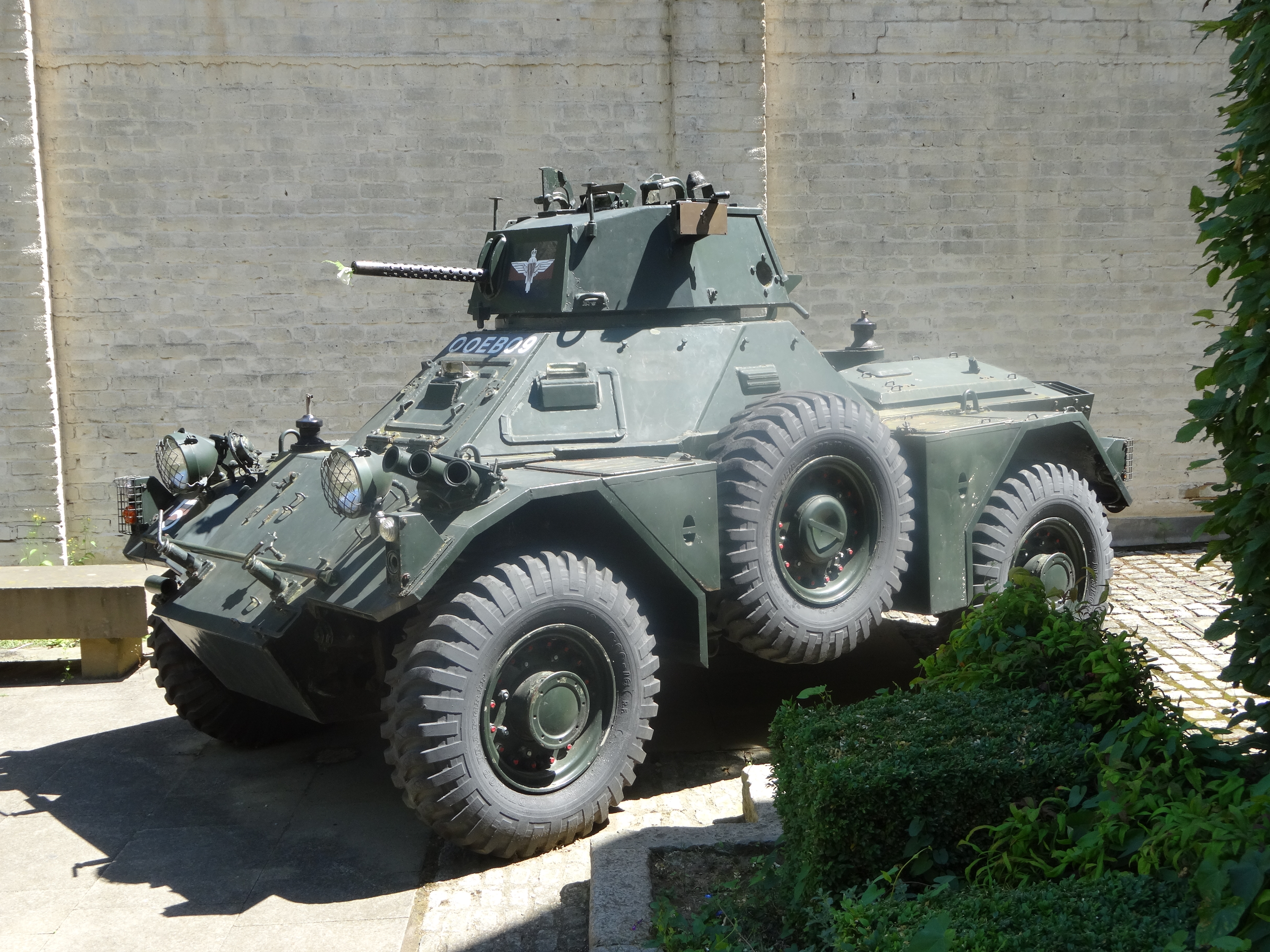
Un Ferret Mk 2 esposto al Guards Museum, Londra.

Diversamente dal modello basico Mark 1, scarsamente armato e leggermente protetto, il Mark 2 venne equipaggiato con una Browning da 7,62 mm in una torretta monoposto a brandeggio totale, perdendo un membro di equipaggio. Pur offrendo una maggiore protezione all'equipaggio trasportato e al mitragliere, la torretta aumentava notevolmente altezza e peso del mezzo, e la sua installazione dipendeva quindi dalla natura della missione assegnata. In termini generali, infatti, i veicoli blindati ruotati di maggior successo sono stati quelli più leggeri possibili per il ruolo assegnato, con una minore pressione al suolo rispetto ai veicoli cingolati, che d'altra parte offrivano migliori prestazioni fuoristrada.
Il Ferret Mark 2, abbastanza piccolo e leggero per operare in teatro urbano ma sufficientemente robusto e agile su terreni rotti, è rimasto a lungo in servizio col British Army ed è tuttora in servizio in molti Paesi del Commonwealth, oltre a essere preda ambita dei collezionisti per le sue dimensioni contenute e per il prezzo abbordabile (circa $ 20.000-30.000 negli Stati Uniti d'America, $ 40.000-60.000 in Australia e Nuova Zelanda e circa $ 9.000 in Repubblica Ceca. I Ferret Mk 1 e Mk 2 sono stati utilizzati dalle forze armate australiane dal 1953 al 1970. Secondo i militari statunitensi, nel 1996 ancora venti eserciti nazionali utilizzavano il Ferret.
La produzione totale di questo veicolo si attesta a 4.409 esemplari, suddivisi in 16 versioni e numerosi modelli (Mark), realizzati tra il 1952 e il 1962. Alcuni mezzi furono migliorati con l'installazione di un più potente motore FB60, derivata dal motore Austin Princess da 4 litri, erogante 55 hp in più rispetto al B60 standard.

## Utilizzatori

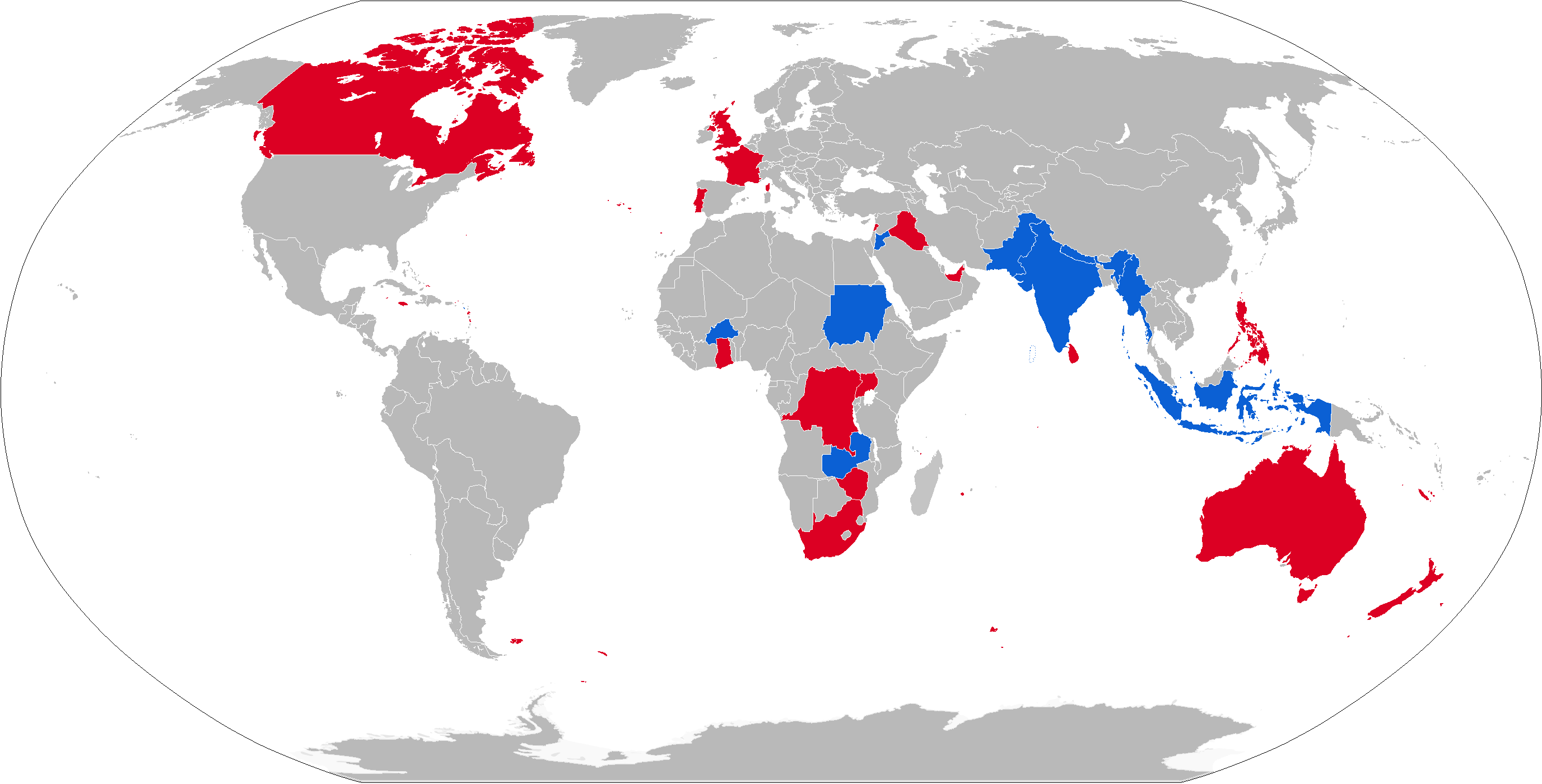
Mappa degli utilizzatori attuali in blue e passati in rosso.

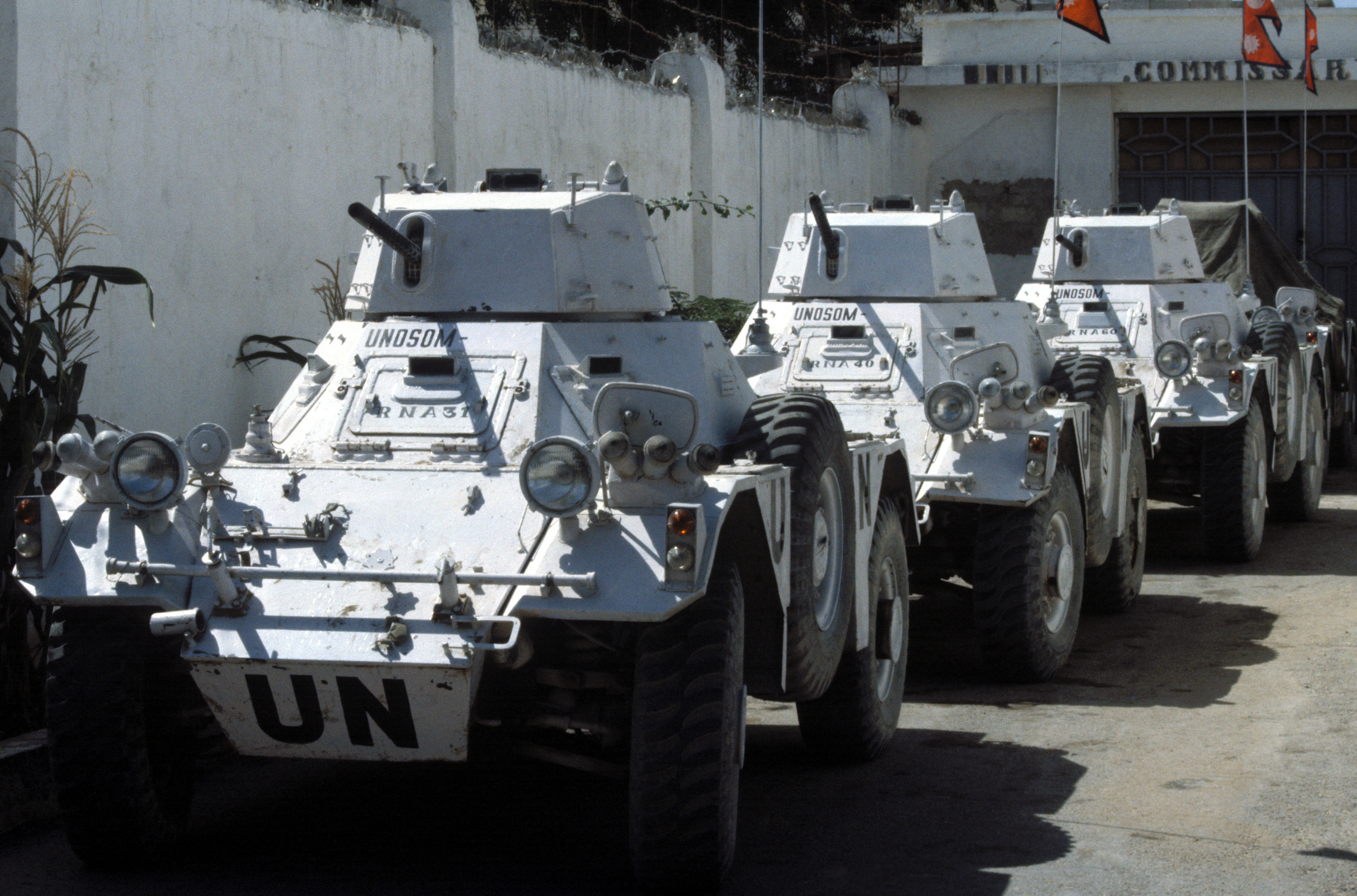
Ferret dell'Esercito Nepalese parcheggiati all'esterno di un compound dell'Organizzazione delle Nazioni Unite durante UNOSOM II.

### Utilizzatori attuali
- Emirati Arabi Uniti: 65[5]
- Bahrein: 8[5]
- Birmania: 45[5]
- Brunei[6]
- Giamaica: 15 Mk 4[5]
- Gambia: 8[5]
- Giordania: 180[5]
- Kenya: 20[5]
- Kuwait: 90[5]
- Madagascar: 10[5]
- Malawi: alcuni esemplari dotanti dal Sudafrica[6][7]
- Nepal: 40 Mk 4[5]
- Nigeria: 40[5]
- Oman: 15[5]
- Pakistan: 90[5][8]
- Qatar: 10[5]
- Sudan: 40–50[5][9]
- Uganda: 15[5]
- Zambia: 28[5]

### Utilizzatori passati
- Australia: 265[5]
- Biafra: 1[10]
- Burkina Faso: 30[5]
- Camerun: 8[5]
- Canada: 124[11]
- Francia: 200,[5] sostituiti dallaPanhard AML[12]
- Ghana: 30[5]
- Indonesia: 55[5]
- Iran: 50[5]
- Iraq: 20[5]
- Libano: 5, probabilmente donate dalla Giordania[13]
- Libia: 15[5]
- Malaysia: 92 Mk 2[5] (alcune ancora in servizio con Polizia Reale)
- Nuova Zelanda: 9 Mk 2[5]
- Paesi Bassi: 6 Mk 2, 1 Mk 1, operate dalla 11 Infantry Recce Company[14]
- Yemen del Nord[6]
- Portogallo: 32 Mk 4[15]
- Rep. Centrafricana: 10[5]
- Rhodesia
- Arabia Saudita: 30[5]
- Somalia: 18[5]
- Sudafrica: 231[16]
- Yemen del Sud: 15[5]
- Sri Lanka: 42[5]
- Regno Unito[13]
- Zaire: 30[5][6]
- Zimbabwe: 10[17]

## Varianti

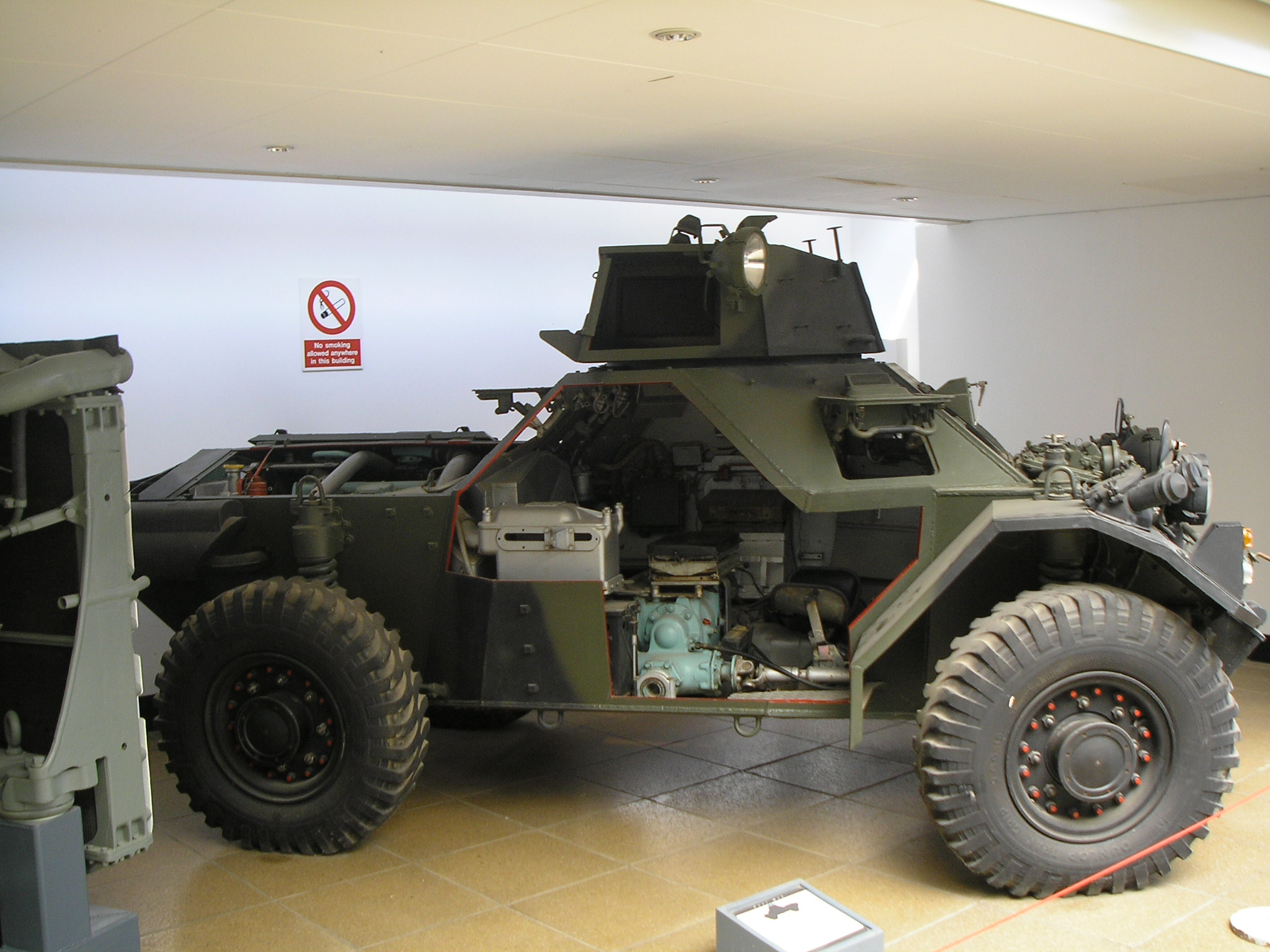
Interno di un Ferret esposto all'Imperial War Museum Duxford.

Sono stati prodotti diversi modelli (Mark), con vari equipaggiamenti, con e senza torretta, o armati di missili anticarro Swingfire. Incluse tutte le varianti, anche sperimentali, probabilmente sono stati realizzati 60 tipi di veicoli differenti. 
Mk 1 - FV701C
- Vettura di collegamento
- Senza torretta
- Armamento: Browning M1919 calibro 7,62 mm

MK 1/1
- Piastre laterali e posteriori dello scafo più spesse
- Scafo sigillato per il guado
- Armamento: Browning M1919 calibro 7,62 mm

Mk 1/2
- Come Mk 1/1 ma dotato di torretta fissa con portellone apribile
- Equipaggio: 3
- Armamento: Bren calibro .303 British, poi sostituita da Browning M1919

Mk 1/2
- Come Mk 1/1 ma dotato di piastra paraspruzzi
- Armamento: Browning M1919 calibro 7,62 mm

Mk 2

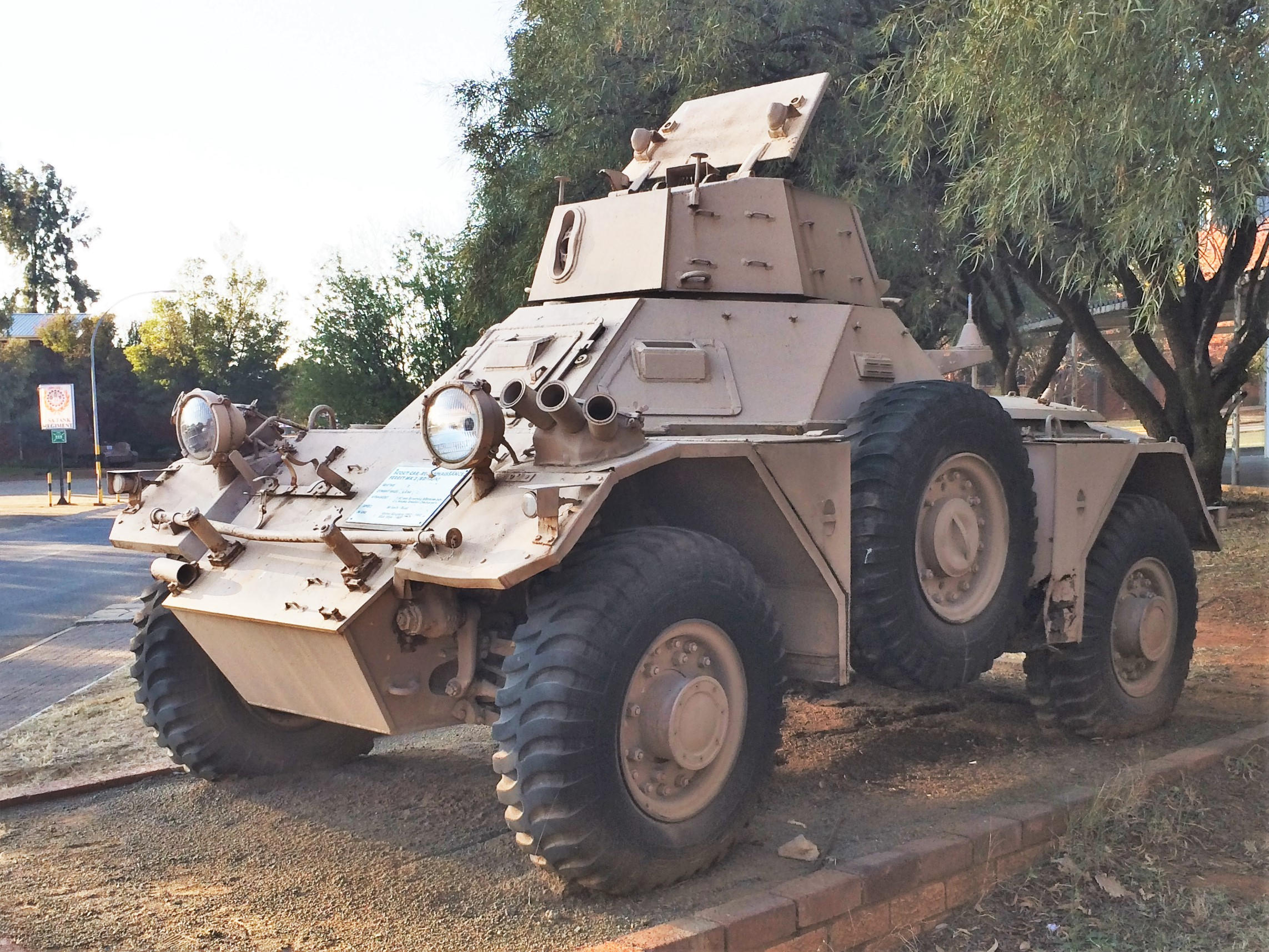
Ferret Mk 2 della South African Defence Force.

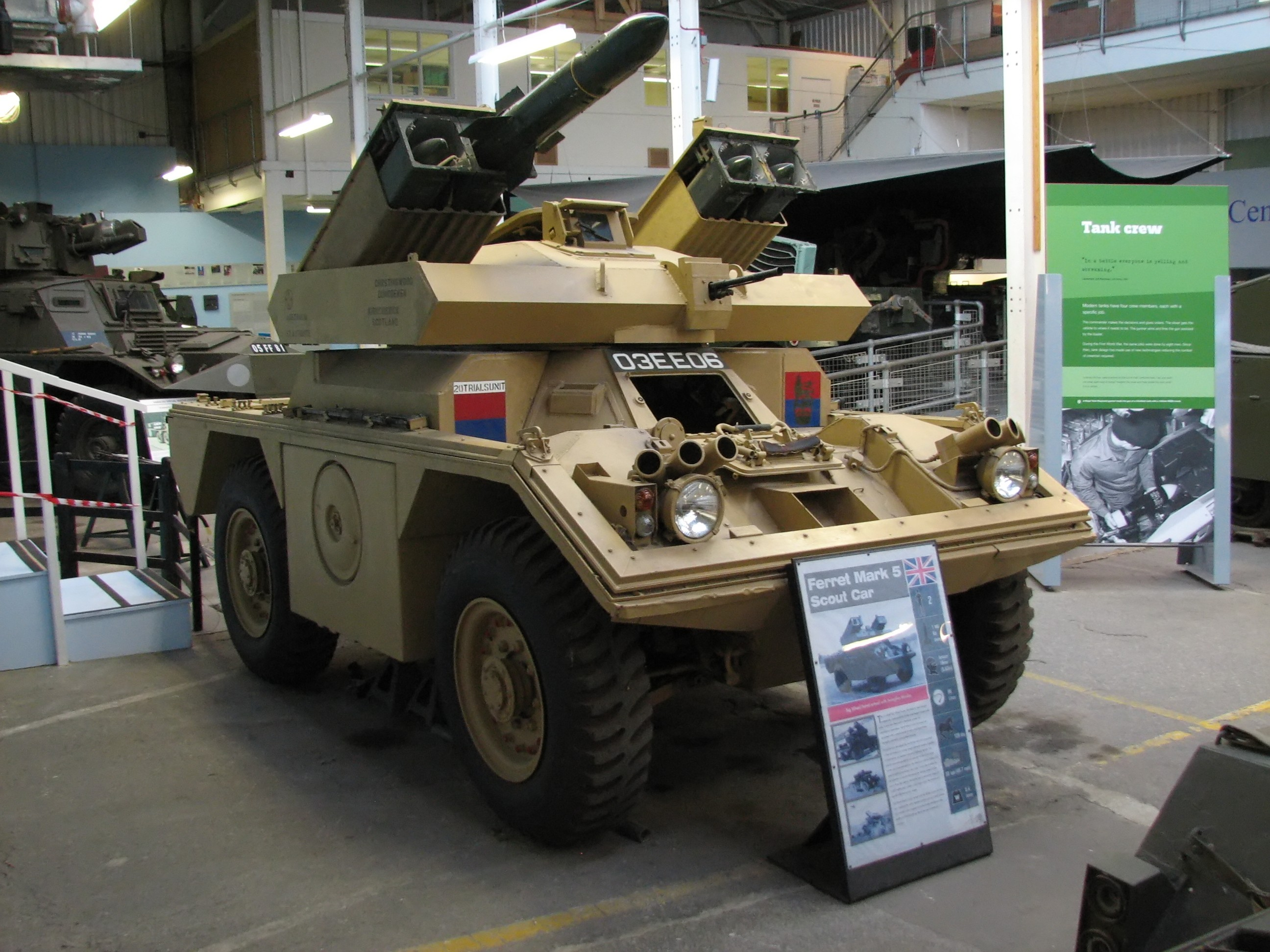
Ferret Mk 5 al The Tank Museum, Bovington.

- Veicolo da ricognizione con torretta dell'Alvis Saracen, dotata di due portelli
- Armamento: Browning M1919 calibro 7,62 mm

Mk 2/1
- Versione base Mk 1 aggiornata con torretta dell'Alvis Saracen, dotata di due portelli
- Armamento: Browning M1919 calibro 7,62 mm in torretta + Bren stivata nello scafo

Mk 2/2
- Versione base Mk 1 con barbetta cilindrica e torretta a tre portelli
- Armamento: Browning M1919 calibro 7,62 mm

Mk 2/3
- Versione Mk 2 migliorata con piastre laterali e posteriori dello scafo più spesse
- Armamento: Browning M1919 calibro 7,62 mm

Mk 2/4
- Versione Mk 2 migliorata con piastre di corazzatura addizionale saldate sui lati e sul retro di scafo e torretta
- Armamento: Browning M1919 calibro 7,62 mm

Mk 2/5
- Come Mk 1 ma dotata di piastre di corazzatura addizionale saldate sui lati e sul retro dello scafo
- Armamento: Browning M1919 calibro 7,62 mm + Bren .303 British stivata nello scafo

MK 2/6 - FV703
- Versione Mk 2/3 convertita a lanciamissili anticarro Vigilant
- Armamento: Browning M1919 calibro 7,62 mm + 4 missili in due lanciatori binati (uno per lato)
- Utilizzato da British Army ed Emirati Arabi

Mk 2/7 - FV701
- Versione Mk 2/6 privata dei missili anticarro dopo il ritiro dal servizio del Vigilant

Mk 3
- Scafo di base per i modelli Mk 4 e 5
- Ruote più grandi
- Blindatura più pesante
- Sospensioni irrobustite
- Piastra paraschizzi

Mk 4 - FV711
- Veicolo da ricognizione con torretta dell'Alvis Saracen, dotata di due portelli
- Comprende anche Mk 2/3 ricostruiti secondo le nuove specifiche
- Armamento: Browning M1919 calibro 7,62 mm

Mk 5 - FV712
- Scafo Mk 3 con una originale torretta larga e piatta, armata con due lanciatori binati di missili anticarro Swingfire e mitragliatrice L7 calibro 7,62 mm

Ferret 80